# Dose Your Dreams
Dose Your Dreams è il quinto album in studio del gruppo hardcore punk canadese Fucked Up. L'album è stato pubblicato il 5 ottobre 2018 tramite Merge Records.
Il divario di quattro anni tra l'album e il loro album del 2014 Glass Boys ha segnato il divario più lungo negli album in studio nella storia della band.
L'album è stato selezionato per il Juno Award come album alternativo dell'anno ai Juno Awards del 2019.
Dose Your Dreams ha ricevuto il plauso della critica al momento della sua uscita. Su Metacritic  i critici musicali contemporanei hanno assegnato a Dose Your Dreams un punteggio medio di 83 su 100, indicando "il plauso universale" basato su 23 punteggi della critica.
Sull'aggregatore di recensioni AnyDecentMusic?, l'album ha ricevuto un punteggio di 8,2 su 10 basato su 22 recensioni.

## Tracce

### Disco1
1. None of Your Business Man – 5:18 (Damian Abraham, Amy Gottung)
2. Raise Your Voice Joyce – 2:47 (Damian Abraham, Jen Calleja, Jonah Falco)
3. Tell Me What You See – 3:26 (Damian Abraham, Jen Calleja, Jonah Falco)
4. Normal People – 5:46 (Damian Abraham, Jonah Falco, Amy Gottung, Mike Haliechuk, John Southworth)
5. Torch to Light – 4:41 (Damian Abraham, Amy Gottung, Ruby Mariani)
6. Talking Pictures – 6:17 (Damian Abraham, Jonah Falco, Amy Gottung)
7. House of Keys – 3:08 (Damian Abraham)
8. Dose Your Dreams – 5:30 (Mike Haliechuk, Ayo Leilani)

### Disco2
1. Living in a Simulation – 3:13 (Damian Abraham, Jonah Falco)
2. I Don't Wanna Live in This World Anymore – 5:20 (Damian Abraham, Jonah Falco, Amy Gottung, Mike Haliechuk, John Southworth)
3. How to Die Happy – 4:52 (Alice Hansen, Mike Haliechuk)
4. Two I's Closed – 2:30 (Jonah Falco)
5. The One I Want Will Come for Me – 5:23 (Jonah Falco, Mike Haliechuk)
6. Mechanical Bull – 4:32 (Damian Abraham, Ryan Tong)
7. Accelerate – 5:30 (Damian Abraham, Ben Cook, Mike Haliechuk)
8. Came Down Wrong – 3:45 (Jennifer Castle, Jeremy Gaudet, Joseph Mascis)
9. Love Is an Island in the Sea – 2:26 (Jonah Falco)
10. Joy Stops Time – 7:51 (Damian Abraham, Lido Pimient, aMiya Folick, Mary Margaret O'Hara)